# Kabuna (Kiribati)
Kabuna (auch: Kapuna, Kopuna) ist ein Ort im Norden des Tabiteuea-Atolls in den zum Inselstaat Kiribati gehörenden Gilbertinseln im Pazifischen Ozean mit einer Landfläche von 0,24 km². Er gehört zum Distrikt North Tabiteuea. 2020 hatte der Ort 218 Einwohner.

## Geographie
Der Ort Kabuna liegt auf dem gleichnamigen Motu im nördlichen Teil von Tabiteuea, in der Nähe der Hauptinsel Nuribenua. Das Motu bildet den Übergang zum stark zergliederten östlichen Riffsaum. Der Ort liegt im Süden der Insel. Mit Tauma im Norden ist die Insel durch den Tauma-Kabuna-Damm verbunden. Im Ort gibt es ein traditionelles Versammlungshaus (Kabuna Maneaba).

## Klima
Das Klima ist tropisch heiß, wird jedoch von ständig wehenden Winden gemäßigt. Ebenso wie die anderen Orte des Tabiteuea-Atolls wird Kabuna gelegentlich von Zyklonen heimgesucht.